# Comté de Sac
Le comté de Sac est un comté de l'État de l'Iowa, aux États-Unis.